# 坦桑石
坦桑石（Tanzanite），又稱丹泉石，藍或藍紫色的多色性寶石，是黝簾石的變種，也是十二月的誕生石之一。

## 性質
- 斜方晶系
- 比重：3.35
- 折射率：1.688 - 1.70
- 莫氏硬度：6 - 7

## 概要
1967年，致力尋找紅寶石的礦物學家曼努埃爾·德·蘇札在東非坦桑尼亞阿魯沙的馬里蘭尼礦山發掘出一種不透明半綠半粉紅的藍色黝簾石，美國珠寶商蒂芙尼發現這種寶石後宣稱是一種新的寶石。20世紀80年代 ，坦桑石成為美國的人氣寶石。
石語為高貴、冷靜與思想。
全球最大的坦桑石紀錄是2020年6月自坦尚尼亞的曼亞拉區由礦工Saniniu Laizer開採的兩顆坦桑石，其重量分別為9.2公斤和5.8公斤，過去最大的坦桑石為16,839克拉（3.38公斤、7.46磅），於2005年開採。

## 註釋

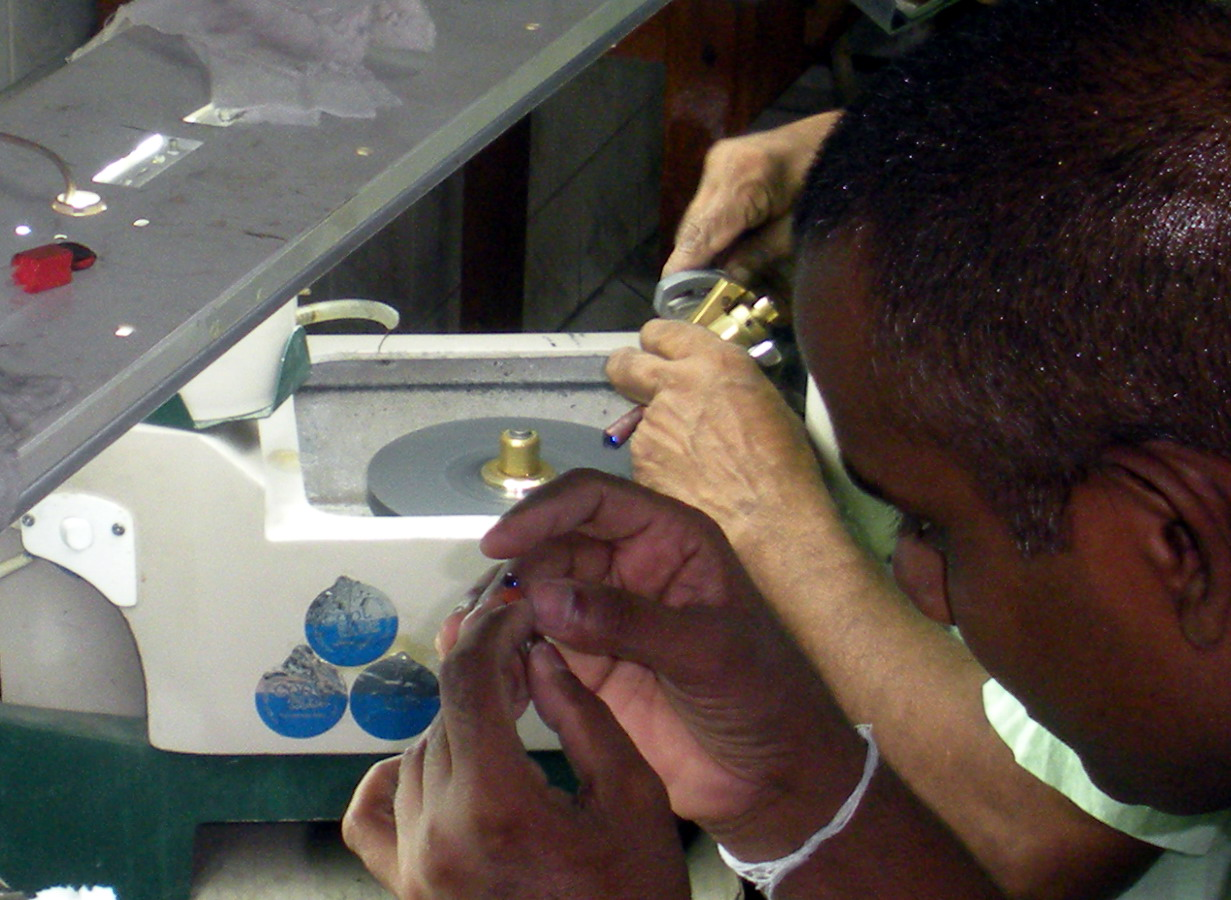
工作人員正在加工坦桑石

## 外部連結
- GemsTV宝石辞典タンザナイト （日語）
- Tanzanite: Tanzanite mineral information and data.（页面存档备份，存于） (mindat.org) （英文）